# Anii 530
Secole: Secolul al V-lea - Secolul al VI-lea - Secolul al VII-lea
Decenii: Anii 480 Anii 490 Anii 500 Anii 510 Anii 520 - Anii 530 - Anii 540 Anii 550 Anii 560 Anii 570 Anii 580
Ani: 530 | 531 | 532 | 533 | 534 | 535 | 536 | 537 | 538 | 539